# Teatro Municipal Mirita Casimiro
O Teatro Municipal Mirita Casimiro (antigamente conhecido também como Teatro do Picadeiro) é um edifício situado no Monte Estoril. Anteriormente conhecido como Picadeiro do Estoril, com funções para a arte equestre, foi cedido em 1979 pela Câmara Municipal de Cascais à companhia Teatro Experimental de Cascais para aí poderem realizar as suas peças. Após várias obras de adaptação do espaço, a inauguração oficial só ocorre em 1986 com o nome da atriz que tanto contribuiu para o êxito daquela companhia.
Tanto atores consagrados têm pisado este palco como jovens atores formados principalmente pela Escola Profissional de Teatro de Cascais. A sala de espetáculos tem espaço para quase cem pessoas e possui ainda um bar com adaptação, um foyer, para poder receber pequenos espetáculos de café-concerto.